# Roger Rodríguez
Roger Rodríguez (* 22. Januar 1982) ist ein kubanischer Radrennfahrer.
Roger Rodriguez gewann 2001 die achte Etappe bei der Vuelta a Cuba in Cienfugos. In der Saison 2007 wurde er dort einmal Etappendritter. 2008 wurde Rodriguez bei dem Etappenrennen Premio Augustin Alcantara auf einem Teilstück Zweiter und konnte auch in der Gesamtwertung den zweiten Platz belegen. Bei der Vuelta a Cuba gewann er mit seiner Mannschaft Pinar Del Rio die neunte Etappe.

## Erfolge
2001
- eine Etappe Vuelta a Cuba

2008
- Mannschaftszeitfahren Vuelta a Cuba